# Lycosa
Lycosa é um gênero de aranhas, popularmente chamadas de aranha-lobo ou aranha-de-jardim, do qual estão catalogadas pelo menos 229 espécies, incluindo ao menos onze subespécies em todo o mundo. O veneno dessas aranhas possui pequena ação necrosante local e não possui ação geral importante.